# Flugunfall der Oriental Airways in Tamanrasset
Der Flugunfall der Oriental Airways in Tamanrasset ereignete sich am 18. September 1994. An diesem Tag verunfallte eine BAC One-Eleven 515FB der nigerianischen Oriental Airways, die sich auf einem internationalen Charterflug von Tunis nach Lagos mit einem Zwischenstopp in Tamanrasset befand, am Ende des ersten Flugabschnittes. Bei dem Unfall wurden fünf der 39 Personen an Bord getötet.

## Maschine
Bei dem betroffenen Flugzeug handelte es sich um eine 1970 gebaute BAC 1-11-515FB mit der Werknummer 229 aus britischer Produktion, deren Erstflug am 4. Dezember 1970 am Flugplatz Hurn erfolgte. Am 4. März 1971 wurde die Maschine an die deutsche Paninternational ausgeliefert, bei der sie das Luftfahrzeugkennzeichen D-ALAQ erhielt. Am 6. Oktober 1971 wurde die Maschine bei der Fluggesellschaft wieder außer Betrieb genommen. Nachdem die Maschine einige Monate eingelagert gewesen war, wurde sie an den Hersteller British Aircraft Corporation retourniert und am 21. März 1972 mit dem neuen Kennzeichen G-AZPZ wieder zugelassen. Am 1. Mai 1972 wurde die Maschine mit dem Kennzeichen D-AMAM auf die Germanair zugelassen. Infolge einer Fusion von Fluggesellschaften ging die Maschine 1. März 1977 formell in die Flotte der Bavaria Germanair über. Am 1. Januar 1979 wurde diese Fluggesellschaft durch die Hapag Lloyd Flug übernommen, womit auch die Maschine die Eigentümerin wechselte. Am 30. April 1981 erhielt die Maschine ihr ehemaliges britisches Kennzeichen G-AZPZ zurück und nahm den Einsatz bei der Dan-Air London auf. Zum 2. April 1982 ging die Maschine in den Betrieb bei der British Caledonian Airways über und erhielt in diesem Zusammenhang den Taufnamen City of Glasgow. Nachdem die Fluggesellschaft in British Airways aufging, ging auch die Maschine formell in den Betrieb bei der neuen Fluggesellschaft über und erhielt dabei den Taufnamen Dumfries and Galloway Region. Die Außerbetriebsetzung erfolgte zum 1. Juli 1993. Nachdem sie einige Monate eingelagert gewesen war, nahm die Maschine dann am 17. März 1994 mit ihrem letzten Luftfahrzeugkennzeichen 5N-IMO den Betrieb bei Oriental Airways auf. Das zweistrahlige Mittelstrecken-Schmalrumpfflugzeug war mit zwei Triebwerken des Typs Rolls-Royce Spey 512-14DW ausgestattet.

## Passagiere und Besatzung
Den Flug hatten 32 Passagiere angetreten, es befand sich eine siebenköpfige Besatzung an Bord. Bei den Passagieren handelte es sich um Spieler der Fußballmannschaft Iwuanyanwu Nationale, die sich auf der Rückreise von einem Spiel des Afrika-Cup in Tunis befanden.

## Unfallhergang
In Tamanrasset herrschte aufgrund von Staubnebel zur frühen morgendlichen Stunde schlechte Sicht. Der Unfall ereignete sich um 8:07 Uhr. Drei Anflüge endeten in Fehlanflügen, da der Kapitän keinen Sichtkontakt auf die Landebahn herstellen konnte. Beim vierten Anflug, der 83 Minuten nach dem ersten ausgeführt wurde und dabei instabil war, war die Maschine entlang keiner der beiden Landebahnen ausgerichtet. Nach dem Aufsetzen begann die Maschine auseinanderzubrechen und kollidierte mit einem Lichtmast und einem Gebäude, ehe sie neben der Landebahn zum Stehen kam.
Bei dem Unfall wurden zwei Passagiere und drei Besatzungsmitglieder getötet. Viele der übrigen 34 Insassen wurden verletzt.